# Narkatiaganj
Narkatiaganj è una città dell'India di 40.830 abitanti, situata nel distretto del Champaran Occidentale, nello stato federato del Bihar. In base al numero di abitanti la città rientra nella classe III (da 20.000 a 49.999 persone).

## Geografia fisica
La città è situata a 27° 06' 28 N e 84° 28' 38 E.

## Società

### Evoluzione demografica
Al censimento del 2001 la popolazione di Narkatiaganj assommava a 40.830 persone, delle quali 21.994 maschi e 18.836 femmine. I bambini di età inferiore o uguale ai sei anni assommavano a 7.059, dei quali 3.612 maschi e 3.447 femmine. Infine, coloro che erano in grado di saper almeno leggere e scrivere erano 24.197, dei quali 14.878 maschi e 9.319 femmine.